# 共線 (幾何)
在幾何學中，共線是指點在空間中的一種關係，表示一系列點落在同一條直線上的性質，也就是說，若有一系列點都位於一條直線上則可以稱那一系列的點共線。廣義上來說，這個詞彙可用於所有排成一直線的物體上，即我們常說的「在同一列」以及「在同一行」。

## 點的共線
在所有的幾何學中一系列的點位於同一條直線上就是共線，在平面幾何（歐式幾何）中會直接假設為這些點落在一條筆直的直線上，然而，大部分的幾何（含歐式幾何）中，線，是一種原始（未經定義）的一類物件，因此這個假設未必是恰當的。一個幾何模型對點、線和其他類型的物件與另一個物件之間的關係給出了解釋，物件間的共線關係可以藉由該模型解釋。例如在球面幾何學中，標準的模型是將線描繪成球面上半徑最大的圓形，共線的點集就會落在這個大圓上。然而在以平面幾何的觀點來看，這些點並沒有位於「筆直的線」上，也不像是排成一行。
幾何上，線到線的映射稱為直射，它保留了共線的特性。向量空間的線性映射在幾何學中看起來就是線到線的映射。

## 幾何上的共線

### 三角形
所有三角形與之相關的點集將共線：
- 三角形的垂心、外心、重心、艾希特點（英语：Exeter point）、德朗香點（英语：de Longchamps point）、九點圓心共線於欧拉線。
- 也有其他點與德朗香點（英语：de Longchamps point）共線在相異於欧拉線的直線[8][9][10][11]。

### 四邊形
- 若一個凸四邊形ABCD，將邊延長至對邊相交，並令交點為E和F，則線段AC、BD和EF的中點將共線，而這條線稱為牛頓線[12]。
- 凸四邊形的重心G、準垂心（英语：en:Quadrilateral#Remarkable points and lines in a convex quadrilateral）H和準外心（英语：quasicircumcenter）O共線，且HG = 2GO[13]。